# Heinz Karla
Heinz Karla (* 28. November 1924; † 5. April 2015) war ein deutscher Fußballspieler. Er war von 1947 bis 1951 beim FC Schalke 04 aktiv.

## Karriere
Der gelernte Kupferschmied Heinz Karla gehörte ab 1947 zum Kader des FC Schalke 04 in der neu gegründeten Oberliga West. Sein Debüt in der höchsten Fußballklasse gab er am 13. Spieltag der Saison 1947/48. Der etatmäßige Abwehrspieler ergänzte am 7. Dezember 1947 im Spiel bei den Sportfreunden Katernberg im Essener Stadion Am Lindenbruch unter Trainer Willi Schäfer, der wenige Wochen zuvor Spielertrainer Ernst Kuzorra abgelöst hatte, die rechte Angriffsseite neben Bernhard Klodt und Herbert Burdenski als Außenstürmer. Dies blieb sein einziger Einsatz in dieser Spielzeit.
In der Oberligasaison 1948/49 avancierte Karla zum Stammspieler und stand unter den Trainern Theo Langl und Ferdinand Swatosch in 21 von 24 Ligaspielen auf dem Rasen. Dabei absolvierte er einige Begegnungen noch in einer Mannschaft mit Ernst Kuzorra und Fritz Szepan, die ihre letzte Saison für Schalke 04 absolvierten. In dieser Spielzeit musste der FC Schalke 04 als Tabellenzwölfter in die Relegation um den Klassenerhalt. Gegen die Zweitligisten VfL Benrath und Bayer Leverkusen setzte sich das Team letztlich, auch dank der „unauffälligen und unaufgeregten“ Leistungen Karlas, durch und blieb erstklassig. Bis in die erste Saisonhälfte 1951/52 war Karla für den Klub aktiv und absolvierte insgesamt 35 Oberligapartien.